# Dibromometano
Il dibromometano è un alometano disostituito poco solubile in acqua ma molto solubile in tetraclorometano, dietiletere e metanolo. Utilizzato principalmente come solvente il composto è un prodotto naturale del metabolismo di alcune specie di alghe oceaniche.

## Sintesi
Il dibromometano può essere ottenuto dalla reazione tra tribromometano e Na3AsO3 in ambiente riscaldato e basicizzato con idrossido di sodio
CHBr3 + Na3AsO3 + NaOH → CH2Br2 + Na3AsO4 + NaBr